# La Llavina
La Llavina és una masia de Montseny (Vallès Oriental) inclosa a l'Inventari del Patrimoni Arquitectònic de Catalunya.

## Descripció
És un conjunt format per tres cossos que tanquen el barri. S'ha de remarcar l'adaptació al terreny inclinat. Presenta moltes restauracions de diferents èpoques. La part més antiga, sense arrebossar, té algunes finestres amb llinda de fusta. Les teulades són a dues vessants, el cos central és asimètric en relació al seu carener i té una escala exterior que comunica amb el primer pis.

## Història
Es té constància d'un Bernat, l'any 1515, el cognom del qual no està paleogràficament assegurat, podia ser Línia o Linina, que possiblement estaria relacionat amb l'actual Llavina.
Actualment s'està mesurant la possibilitat de fer un pantà que portaria el mateix nom, uns centenars de metres més al fons de la vall.